# Make-A-Wish Foundation
Make-A-Wish Foundation — благодійна організація, що виконує бажання важкохворих дітей.

Розпочавши діяльність в 1980 році у Феніксі, штат Аризона, фонд став найбільшою у світі організацією такого спрямування.

Головною вимогою фонду є наявність у дитини (від 2.5 до 18 років) захворювання, що загрожує її життю.

## Історія
Кріс Грейкіус усе життя мріяв стати поліцейським, та був хворий на рак крові — лейкемію. У його батьків виникла ідея: хоч і частково, але виконати його життєву мрію. Щоб втілити її у життя вони звернулися до Департаменту громадської безпеки Аризони — та, завдяки їхньому ентузіазму, 29 квітня 1980 року, Кріса чекала прогулянка на поліцейському гвинтокрилі, що відвіз його до департаменту. Там на Кріса вже чекали поліцейські, щоб присвоїли йому звання «почесного поліцейського», а 1 травня йому подарували справжню форму поліцейського його розміру. 3 травня 1980 року Кріс помер.
В пам'ять про Кріса було створено Меморіал «загадай бажання» пам'яті Кріса Грейкіуса, що пізніше був перейменований у Фонд «Загадай бажання». Того ж року Фонд отримав статус благодійної організації.
2005 рік був пов'язаний зі скандалом у сфері розкрадання благодійних внесків. Джозеф Гаррісон — керівник відділення Фонду в Атланті був засуджений більш ніж на три роки за розкрадання близько $100 тис. Також вирок передбачає відшкодування Make-A-Wish Foundation коштів.
Charity Navigator — громадська організація, що займається незалежним аналізом благодійних організацій, з метою визначення їхньої ефективності у 2007 році надала міжнародній філії фонду найвищий рейтинг — чотири зірки.

## «Ben's game»
Бен Даскін — хлопчик хворий на лейкемію, мріяв про гру, що допомогла б дітям зрозуміти, як діє рак — і Фонд вирішив допомогти здійснити мрію. Ерік Джонсон, співробітник LucasArts погодився створити гру і залучив до цього процесу самого Бена (він розробляв сюжет гри, став прототипом головного героя і озвучив її). Гра вийшла у травні 2004 року і отримала назву «Ben's game» («Гра Бена»). Особливістю гри є те, що герой не може загинути — це було особисте бажання Бена. Доступні версії на дев'ятьох мовах: англійська, нідерландська, французька, німецька, грецька, італійська, японська, російська та іспанська.

## Філії фонду
Передумовою для відкриття офісу філії в новій країні є добре розвинута спільнота медиків, для встановлення точного діагнозу та люди здатні керувати благодійною організацією. Фонд насамперед зацікавлений у країнах з розвинутою економікою, адже розраховує на пожертви та спонсорські внески.

Фонд має 88 філій у США, та представництва у 30 країнах світу.
Перелік представництв фонду у світі [Архівовано 20 серпня 2008 у Wayback Machine.]

### Україна
На нинішній день немає представництва Фонду в Україні. Найближчі офіси — в Туреччині та Німеччині.

## Статистика
Фонд уже виконав більш ніж 160 тис. бажань важкохворих дітей. За рік фонд виконує приблизно 3000 бажань. Вартість одного у середньому — майже $10 тисяч.

## Виноски
1. ↑  Nonprofit Explorer: Research Tax-Exempt Organizations
2. ↑  Архівована копія. Архів оригіналу за 18 січня 2011. Процитовано 6 серпня 2008.{{cite web}}:  Обслуговування CS1: Сторінки з текстом «archived copy» як значення параметру title (посилання) [Архівовано 2011-01-18 у Wayback Machine.]
3. ↑  Архівована копія. Архів оригіналу за 5 липня 2008. Процитовано 6 серпня 2008.{{cite web}}:  Обслуговування CS1: Сторінки з текстом «archived copy» як значення параметру title (посилання)